# Christy Hemme
Christina Lee Hemme, meglio conosciuta con il ring name Christy Hemme (Poway, 28 ottobre 1980), è un'ex modella, ex wrestler ex annunciatrice statunitense, nota per i suoi trascorsi nella World Wrestling Entertainment e nella Total Nonstop Action Wrestling durante gli anni duemila.

## Biografia
Christina Hemme è nata a Poway ed è cresciuta a Temecula, sempre in California. Usava autodefinirsi "un maschiaccio" mentre si divertiva con le motociclette da strada e da regolarità. Appassionata di wrestling, il suo preferito era The Undertaker.
È stata una cheerleader per due anni alla Temecula Valley High dove, a diciassette anni, si diplomò nel 1998 per poi frequentare il Mount San Jacinto College e conseguire la laurea in danza. Dopo la laurea ha intrapreso la carriera di modella, posando per diverse riviste e brand e partecipando ad alcuni video musicali di cantanti e band famose, come Trace Adkins, Blink-182 e Sonic.

## Carriera

### Wrestler

#### World Wrestling Entertainment (2004–2005)
Nel settembre del 2004 vinse il concorso WWE Diva Search indetto dalla WWE, che prevedeva un contratto di un anno con la federazione e un compenso di 250 000 dollari. Venne inserita nel roster di Raw e in seguito iniziò un feud con Carmella DeCesare, (la seconda classificata del contest), terminato con un Pillow Fight match al pay-per-view Taboo Tuesday, vinto da Hemme. Carmella venne poi licenziata dalla WWE ed il feud cessò.
Nel 2005 Hemme fu inserita in una faida con l'allora campionessa femminile Trish Stratus, la quale iniziò ad inveire sulla rivale con l'aiuto di Molly Holly e Gail Kim. Christy fu in seguito affiancata da Lita, che l'aiutò ad allenarsi per poter competere contro la campionessa. Il feud culminò in un match per il Women's Championship detenuto da Stratus a WrestleMania XXI e vinto dalla canadese.
In seguito ebbe un feud con Victoria, cominciato durante l'ultima puntata di Raw di maggio 2005, quando la rivale, al termine di un bikini contest vinto da Christy, attaccò lei e le altre partecipanti, concludendo con una Widow's Peak ai danni di Hemme. La faida terminò dopo la vittoria di Victoria a Vengeance il mese successivo.
A ottobre fu spostata a SmackDown! come effetto della Draft Lottery insieme a Stacy Keibler (in cambio di Torrie Wilson e Candice Michelle per il roster di Raw), iniziando una breve faida con Melina, conclusasi al pay-per-view No Mercy in un mixed tag team match a cui partecipò assieme ai Legion of Doom contro gli MNM (Joey Mercury, Johnny Nitro e Melina), vincendo la contesa.
Il 30 novembre fece il suo debutto alla Ohio Valley Wrestling, un "campo di addestramento" delle future stelle della World Wrestling Entertainment, dove per poter migliorare le sue capacità sul ring, si alleò con Matt Cappotelli contro Aaron Stevens, Shelly Martinez e Beth Phoenix.
Il 5 dicembre, dopo aver scritto sul proprio sito che avrebbe dovuto passare diverso tempo alla OVW, Hemme fu licenziata dalla WWE. Nelle motivazioni spiegate dalla compagnia ci furono le riduzioni dei budget ed il fatto di non avere a disposizione nessuna novità creativa che potesse riguardarla.

#### Total Nonstop Action (2006–2009)
Fece il suo debutto nella Total Nonstop Action il 23 aprile 2006 durante il pay-per-view Lockdown e in seguito, oltre a svolgere il ruolo di presentatrice di Impact! e della sua versione su Internet Global iMPACT!, svolse il ruolo di arbitro speciale in un incontro tra le wrestler Traci e Gail Kim.
Nel gennaio del 2007 fu inserita in un feud contro i Voodoo Kin Mafia (Kip James e B.G. James) e, nel tentativo di vincerli, ricorse a diversi tag team (come gli Heart Throbs ed i Serotonin). Qualche mese dopo introdusse nella TNA Damaja e Basham, noti per aver lottato nella WWE come Basham Brothers e, assunto il ruolo di valletta del duo, li utilizzò per continuare nelle sue sfide contro i VKM.
Nell'ottobre 2008 iniziò una faida con Angelina Love e Velvet Sky e, dopo aver sconfitto dapprima Sky, si aggiudicò la vittoria contro entrambe in un match disputato in coppia con ODB e svoltosi la settimana successiva.
Il 27 novembre sconfisse Raisha Saeed e la strada verso il titolo di TNA Knockouts Championship ebbe per lei il solo e unico ostacolo di dover vincere contro Awesome Kong nella serata del Final Resolution ma, a causa delle interferenze della stessa Raisha Saeed e di Rhaka Khan (intervenute in favore di Kong), vide sfumare le sue possibilità in quanto lo stesso match finì in no contest.
Nel gennaio 2009, durante un allenamento con AJ Styles (che in precedenza aveva accettato di aiutarla a sviluppare le sue tecniche di wrestling), Hemme subì un grave infortunio a una spalla e questo imprevisto la costrinse a ben otto mesi di riposo dal ring. Nel settembre 2009 tornò a combattere e, dopo aver sconfitto Sojournor Bolt, strinse un'alleanza con Tara ma, nonostante questo, la paura di poter subire un nuovo infortunio e di dover restare lontano dal ring per molto tempo, la spinsero verso la decisione di abbandonare la carriera di wrestling professionistico, notizia che venne ufficializzata nel dicembre del 2009.

### Annunciatrice

#### Total Nonstop Action (2010–2016)
In accordo con la dirigenza, nel 2010 iniziò il suo nuovo lavoro come ring announcer e intervistatrice del backstage della TNA, venendo inserita anche in alcune storyline.
Nel febbraio del 2016 prese una pausa dalla compagnia e fu sostituita momentaneamente da Jeremy Borash. Tuttavia, il 1º aprile dello stesso anno, annunciò ufficialmente il suo abbandono dalle scene della TNA.

## Altri media
È apparsa sulla copertina di Playboy del mese di aprile 2005. È apparsa anche su altre riviste (Maxim, Rolling Stone e Stuff).
Hemme ha anche ottenuto alcuni ruoli cinematografici, nei film Fallen Angels (2006, regia di Jeff Thomas) e Bubba's Chili Parlor (2008, regia di Joey Evans), nel quale ha interpretato la parte di uno zombie. È inoltre apparsa sulle scene musicali e ha inciso un EP, Where Are You.
Il suo personaggio è stato anche inserito nei videogiochi WWE Day of Reckoning 2 e WWE SmackDown! vs. Raw 2006.

## Vita privata
Christina Hemme ha un fratello, David, e una sorella, Deena, anch'essa una modella. È una motociclista accanita e possiede una Harley-Davidson Dyna Low Rider.
Nel 2010 si è sposata con Charley Patterson. I due hanno avuto una figlia, Charlie Rose, nata il 6 gennaio 2015. L'8 settembre 2017 ha annunciato su YouTube di essere nuovamente incinta di quattro gemelli (tre maschi e una femmina). Hemme Lee, Jagger James, Quinn Eugene e Sunni Sue sono nati il 6 gennaio 2018, lo stesso giorno della nascita della prima figlia.

## Personaggio

### Mosse finali
- Diving legdrop
- Inverted facelock neckbreaker

### Wrestler assistiti
- The Basham Brothers
- Eugene
- The Heart Throbs
- Lance Hoyt
- The Legion of Doom 2005
- The Rock 'n Rave Infection
- The Serotonin

### Musiche d'ingresso
- Walk Idiot Walk dei The Hives (WWE)
- Pour Some Sugar on Me dei Def Leppard (OVW)
- Wasting Away dei Manic Drive (TNA)
- Society Box di Christy Hemme
- Infection di Dale Oliver (utilizzata mentre accompagnava The Rock 'n Rave Infection)
- Sassy di Dale Oliver

## Titoli e riconoscimenti
- Pro Wrestling Illustrated
  - 42ª tra le migliori 50 wrestler femminili nella PWI Female 50 (2008)
- Total Nonstop Action
  - Knockout of the Year (2006)
- World Wrestling Entertainment
  - Raw Diva Search (2004)